# 施伯
施伯（？—？），姬姓，施氏，名字已失考，是施父的儿子，魯惠公的孙子，鲁国大夫。

## 生平
前685年，齐桓公回国即位，任命鲍叔牙执掌国政，鲍叔牙辞谢，向齐桓公推荐了管仲，并建议向鲁国提出请求让管仲回来。齐桓公认为，施伯是鲁君的谋臣，如果知道要起用管仲，一定不会把人交出来。鲍叔牙回答，只要告诉鲁国打算在群臣面前处死管仲，那么鲁国就会交出管仲。齐桓公便派人按鲍叔牙所说的那样去鲁国要人。
鲁庄公询问施伯如何处置这件事。施伯回答说：“这不是想处死他，而是要起用他来执政。管仲是天下的奇才，他所效力的国家，一定会称霸于诸侯。让他返齐，必将会长久地成为鲁国的祸患。”鲁庄公问：“那怎么办呢？”施伯答道：“杀了他把尸体交还给齐国。”鲁庄公准备处死管仲，齐国使者告诉鲁庄公，齐桓公想亲自处决管仲，如果不把他活着带回去在群臣面前施刑示众，还是没能达到要求。于是鲁庄公派人把管仲捆缚起来交给齐国使者。管仲回国后，被齐桓公拜为下卿，执掌国政。

## 其他
- 《管子·匡君大匡》：桓公问于鲍叔曰：“将何以定社稷。”鲍叔曰：“得管仲与召忽，则社稷定矣。”公曰：“夷吾与召忽，吾贼也”，鲍叔乃告公其故图。公曰：“然则可得乎？”鲍叔曰：“若前召，则可得也；不亟，不可得也，夫鲁施伯知夷吾为人之有慧也，其谋必将令鲁致政于夷吾，夷吾受之，则彼知能弱齐矣，夷吾不受，彼知其将反于齐也，必将杀之。”公曰：“然则夷吾将受鲁之政乎？”其否也？”鲍叔对曰：“不受，夫夷吾之不死纠也，为欲定齐国之社稷也，今受鲁之政，是弱齐也。夷吾之事君无二心，虽知死，必不受也”，公曰：“其于我也，曾若是乎？”鲍叔对曰：“非为君也，为先君也，其于君不如亲纠也，纠之不死。而况君乎？君若欲定齐之社稷，则前迎之。”公曰：“恐不及，奈何？”鲍叔曰：“夫施伯之为人也，敏而多畏，公若先反，恐注怨焉。必不杀也。”公曰：“诺”。施伯进对鲁君曰：“管仲有急，其事不济，今在鲁。君其致鲁之政焉，若受之，则齐可弱也。若不受，则杀之。杀之，以说于齐也，与同怒，尚贤于已。”君曰诺，鲁未及致政，而齐之使至，曰：“夷吾与召忽也，寡人之贼也，今在鲁，寡人愿生得之，若不得也，是君与寡人贼比也。鲁君问施伯，施伯曰：“君与之，臣闻齐君惕而前骄，虽得贤，庸必能用之乎？及齐君之能用之也，管子之事济也。夫管仲天下之大圣也，今彼反齐，天下皆乡之，岂独鲁乎？今若杀之，此鲍叔之友也，鲍叔因此以作难，君必不能待也，不如与之。”
- 《管子·匡君小匡》：桓公自莒反于齐，使鲍叔牙为宰，鲍叔辞曰：“臣，君之庸臣也，君有加惠于其臣，使臣不冻饥，则是君之赐也，若必治国家，则非臣之所能也，其唯管夷吾乎！臣之所不如管夷吾者五：宽惠爱民，臣不如也。治国不失秉，臣不如也。忠信可结于诸侯，臣不如也。制礼义可法于四方，臣不如也。介冑执枹，立于军门，使百姓皆加勇，臣不如也。夫管仲民之父母也，将欲治其子，不可弃其父母。”公曰：“管夷吾亲射寡人中钩，殆于死今乃用之可乎？”鲍叔曰：“彼为其君动也，君若宥而反之，其为君亦犹是也。”公曰：“然则为之柰何？”鲍叔曰：“君使人请之鲁。”公曰：“施伯，鲁之谋臣也。彼知吾将用之，必不吾予也。”鲍叔曰：“君诏使者曰：寡君有不令之臣在君之国，愿请之以戮群臣，鲁君必诺。且施伯之知，夷吾之才，必将致鲁之政，夷吾受之，则鲁能弱齐矣，夷吾不受，彼知其将反于齐，必杀之。”公曰：“然则夷吾受乎？”鲍叔曰：“不受也，夷吾事君无二心。”公曰：“其于寡人犹如是乎？”对曰：“非为君也。为先君与社稷之故，君若欲定宗庙，则前请之；不然，无及也。”公乃使鲍叔行成，曰：“公子纠亲也，请君讨之。”鲁人为杀公子纠。又曰：“管仲仇也，请受而甘心焉。”鲁君许诺。施伯谓鲁侯曰：“勿予，非戮之也，将用其政也，管仲者，天下之贤人也，大器也，在楚，则楚得意于天下。在晋，则晋得意于天下。在狄，则狄得意于天下。今齐求而得之，则必长为鲁国忧，君何不杀而受之其尸。”鲁君曰：“诺。”将杀管仲，鲍叔进曰：“杀之齐，是戮齐也，杀之鲁，是戮鲁也。弊邑寡君，愿生得之。以徇于国为群臣僇。若不生得，是君与寡君贼比也，非弊邑之君所谓也。使臣不能受命。”于是鲁君乃不杀，遂生束缚而柙以予齐。鲍叔受而哭之三举，施伯从而笑之。谓大夫曰：“管仲必不死，夫鲍叔之忍，不僇贤人，其智称贤以自成也。鲍叔相公子小白先入得国，管仲召忽奉公子纠后入，与鲁以战，能使鲁败。功足以得天与失天，其人事一也。今鲁惧，杀公子纠召忽，囚管仲以予齐，鲍叔知无后事，必将勤管仲以劳其君，愿以显其功众必予之有得，力死之功，犹尚可加也，显生之功，将何如？是昭德以贰君也，鲍叔之知是不失也。”